# Hertig av Norfolk
Hertig av Norfolk är en engelsk pärsvärdighet, som sedan 1400-talet burits av medlemmar av ätten Howard, ättlingar till sir Robert Howard. Hertigen har också titeln earl av Arundel och familjen har sitt huvudsäte Arundel Castle.

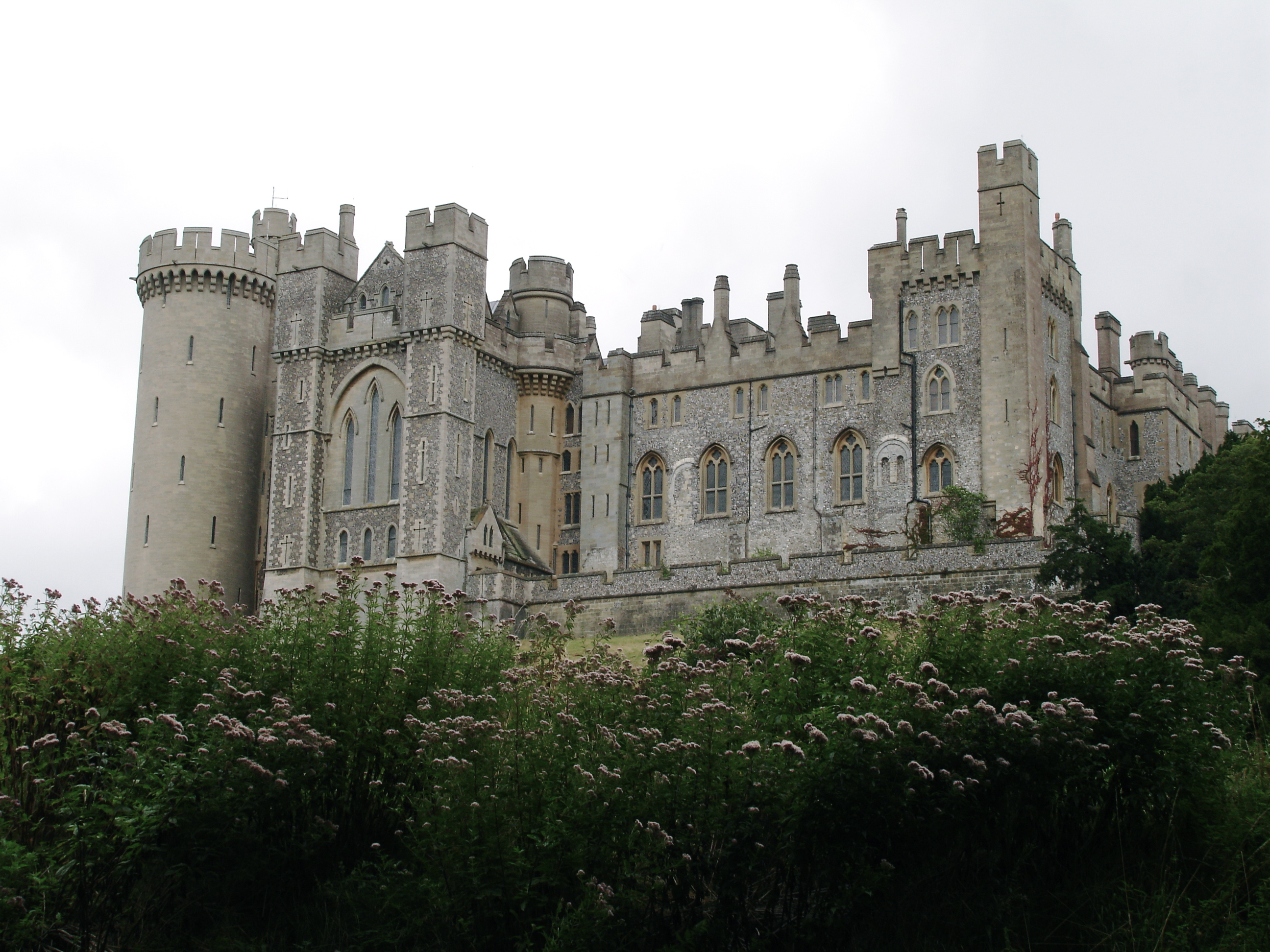
Arundel Castle

Hovfunktionärsämbetet Earl Marshal är ärftligt inom ätten och innehas av hertigen.

## Hertigar av Norfolk
- John Howard, 1:e hertig av Norfolk (omkring 1425-1485)
- Thomas Howard, 2:e hertig av Norfolk (1443-1524)
- Thomas Howard, 3:e hertig av Norfolk (1473-1554)
- Thomas Howard, 4:e hertig av Norfolk (1536-1572)
- Thomas Howard, 5:e hertig av Norfolk (1627-1677)
- Henry Howard, 6:e hertig av Norfolk (1628-1684)
- Henry Howard, 7:e hertig av Norfolk (1655-1701)
- Thomas Howard, 8:e hertig av Norfolk (1683-1732)
- Edward Howard, 9:e hertig av Norfolk (1685-1777)
- Charles Howard, 10:e hertig av Norfolk (1720-1786)
- Charles Howard, 11:e hertig av Norfolk (1746-1815)
- Bernard Howard, 12:e hertig av Norfolk (1765-1842)
- Henry Howard, 13:e hertig av Norfolk (1791-1856)
- Henry Fitzalan-Howard, 14:e hertig av Norfolk (1815-1860)
- Henry Fitzalan-Howard, 15:e hertig av Norfolk (1847-1917)
- Bernard Fitzalan-Howard, 16:e hertig av Norfolk (1908-1975)
- Miles Fitzalan-Howard, 17:e hertig av Norfolk (1915-2002)
- Edward Fitzalan-Howard, 18:e hertig av Norfolk (född 1956)